# Томболл (Техас)
Томболл (англ. Tomball) — місто (англ. city) в США, в окрузі Гарріс штату Техас. Населення — 12 341 особа (2020).

## Географія
Томболл розташований за координатами 30°5′50″ пн. ш. 95°37′10″ зх. д. / 30.09722° пн. ш. 95.61944° зх. д. (30.097358, -95.619410).  За даними Бюро перепису населення США в 2010 році місто мало площу 30,95 км², з яких 30,47 км² — суходіл та 0,48 км² — водойми.

### Клімат
| Клімат : Томболл                                                   | Клімат : Томболл | Клімат : Томболл | Клімат : Томболл | Клімат : Томболл | Клімат : Томболл | Клімат : Томболл | Клімат : Томболл | Клімат : Томболл | Клімат : Томболл | Клімат : Томболл | Клімат : Томболл | Клімат : Томболл | Клімат : Томболл |
| Показник                                                           | Січ.             | Лют.             | Бер.             | Квіт.            | Трав.            | Черв.            | Лип.             | Серп.            | Вер.             | Жовт.            | Лист.            | Груд.            | Рік              |
| Абсолютний максимум, °C                                            | 28,9             | 32,8             | 35,6             | 35,0             | 37,2             | 41,7             | 40,6             | 42,8             | 42,8             | 37,2             | 31,7             | 29,4             | 42,8             |
| Середній максимум, °C                                              | 16,4             | 18,7             | 22,3             | 25,9             | 29,8             | 32,4             | 33,9             | 34,3             | 31,8             | 28,1             | 22,1             | 18,1             | 26,2             |
| Середня температура, °C                                            | 10,8             | 12,8             | 16,0             | 19,9             | 24,3             | 27,1             | 27,8             | 28,1             | 25,6             | 21,2             | 15,6             | 11,6             | 20,1             |
| Середній мінімум, °C                                               | 5,2              | 7,1              | 9,7              | 13,9             | 18,8             | 21,8             | 21,8             | 21,9             | 19,3             | 14,2             | 9,1              | 5,1              | 14,0             |
| Абсолютний мінімум, °C                                             | −15              | −14,4            | −6,1             | −0,6             | 5,6              | 11,1             | 16,7             | 12,2             | 7,2              | −1,7             | −7,2             | −13,9            | −15              |
| Норма опадів, мм                                                   | 90               | 77               | 91               | 86               | 121              | 133              | 98               | 119              | 116              | 135              | 120              | 97               | 1282             |
| Днів з опадами                                                     | 9                | 8                | 9                | 7                | 8                | 10               | 10               | 8                | 8                | 8                | 8                | 10               | 101              |
| ------------------------------------------------------------------ | ---------------- | ---------------- | ---------------- | ---------------- | ---------------- | ---------------- | ---------------- | ---------------- | ---------------- | ---------------- | ---------------- | ---------------- | ---------------- |
| Джерело: NOAA (precipitation days 2000-2017 at Bush International) |                  |                  |                  |                  |                  |                  |                  |                  |                  |                  |                  |                  |                  |

## Демографія
Згідно з переписом 2010 року, у місті мешкали 10 753 особи в 4390 домогосподарствах у складі 2607 родин. Густота населення становила 347 осіб/км².  Було 4859 помешкань (157/км²).
Расовий склад населення:
| - 82,7 % — білих - 6,3 % — чорних або афроамериканців - 1,1 % — азіатів - 0,8 % — корінних американців - 0,1 % — вихідців з тихоокеанських островів - 6,6 % — осіб інших рас |

До двох чи більше рас належало 2,4 %. Частка іспаномовних становила 17,0 % від усіх жителів.
За віковим діапазоном населення розподілялося таким чином: 22,7 % — особи молодші 18 років, 59,2 % — особи у віці 18—64 років, 18,1 % — особи у віці 65 років та старші. Медіана віку мешканця становила 39,8 року. На 100 осіб жіночої статі у місті припадало 86,5 чоловіків;  на 100 жінок у віці від 18 років та старших — 80,3 чоловіків також старших 18 років.
Середній дохід на одне домашнє господарство  становив 76 606 доларів США (медіана — 44 086), а середній дохід на одну сім'ю — 96 074 долари (медіана — 65 156). Медіана доходів становила 54 000 доларів для чоловіків та 41 821 долар для жінок. За межею бідності перебувало 22,7 % осіб, у тому числі 38,7 % дітей у віці до 18 років та 12,7 % осіб у віці 65 років та старших.
Цивільне працевлаштоване населення становило 4642 особи. Основні галузі зайнятості: освіта, охорона здоров'я та соціальна допомога — 18,3 %, виробництво — 12,6 %, науковці, спеціалісти, менеджери — 10,9 %.